# Нахлиэль
Нахлиэль (ивр. נחליאל‎) — израильское поселение на Западном берегу реки Иордан. Расположено в Самарии, в 22 км от Иерусалима. Административно относится к региональному совету Мате-Биньямин.

## История
Основано в октябре 1984 года членами движения Поалей Агудат Исраэль и названо в честь одноимённого библейского города Нагалиил (Нахалиель), а также книги Исака Бройера. Во время Второй Интифады в результате нападений арабов на поселенцев из Нахлиэль пострадали две женщины.

## Население
По данным Центрального статистического бюро Израиля, население на начало 2020 года составляло 725 человек.